# Cadre-47/2-Europameisterschaft 2017

Logo CEB (ausrichtender Verband)

Veranstaltungsort: Brandenburg / Havel

Die Cadre-47/2-Europameisterschaft 2017 war das 68. Turnier in dieser Disziplin des Karambolagebillards und fand vom 1. bis zum 3. Mai 2017 im Rahmen der Multi-Europameisterschaft im Stahlpalast in Brandenburg an der Havel statt. Es war die vierte Cadre-47/2-Europameisterschaft in Deutschland.

## Geschichte
Die KO-Phase dieser EM war hochklassig. Die spannendste Partie war das Finale. Eddy Leppens beendete die Partie in der ersten Aufnahme. Raymund Swertz hatte den Nachstoß und egalisierte. Es wurde ein Tie-Break gespielt. Leppens startete mit nur zwei Punkten. Swertz hätten drei Punkte zum Titel gereicht. Er verpasste aber den Anfangsstoß und Leppens gewann seine erste internationale Medaille bei einer EM. Swertz spielte mit 115,00 einen exzellenten GD. Auch die beiden Dritten zeigten eine Klasseleistung.

## Modus
Gespielt wurde in acht Gruppen à 3 Teilnehmer. Die Partiedistanz betrug 200 Punkte. Die Gruppensieger qualifizierten sich für das Viertelfinale. Ab hier wurde bis 250 Punkte gespielt. Platz drei wurde nicht ausgespielt.
Die Qualifikationsgruppen wurden nach Rangliste gesetzt. Es gab außer dem Titelverteidiger keine gesetzten Spieler mehr für das Hauptturnier.
1. MP = Matchpunkte
2. GD = Generaldurchschnitt
3. HS = Höchstserie

## Gruppenphase

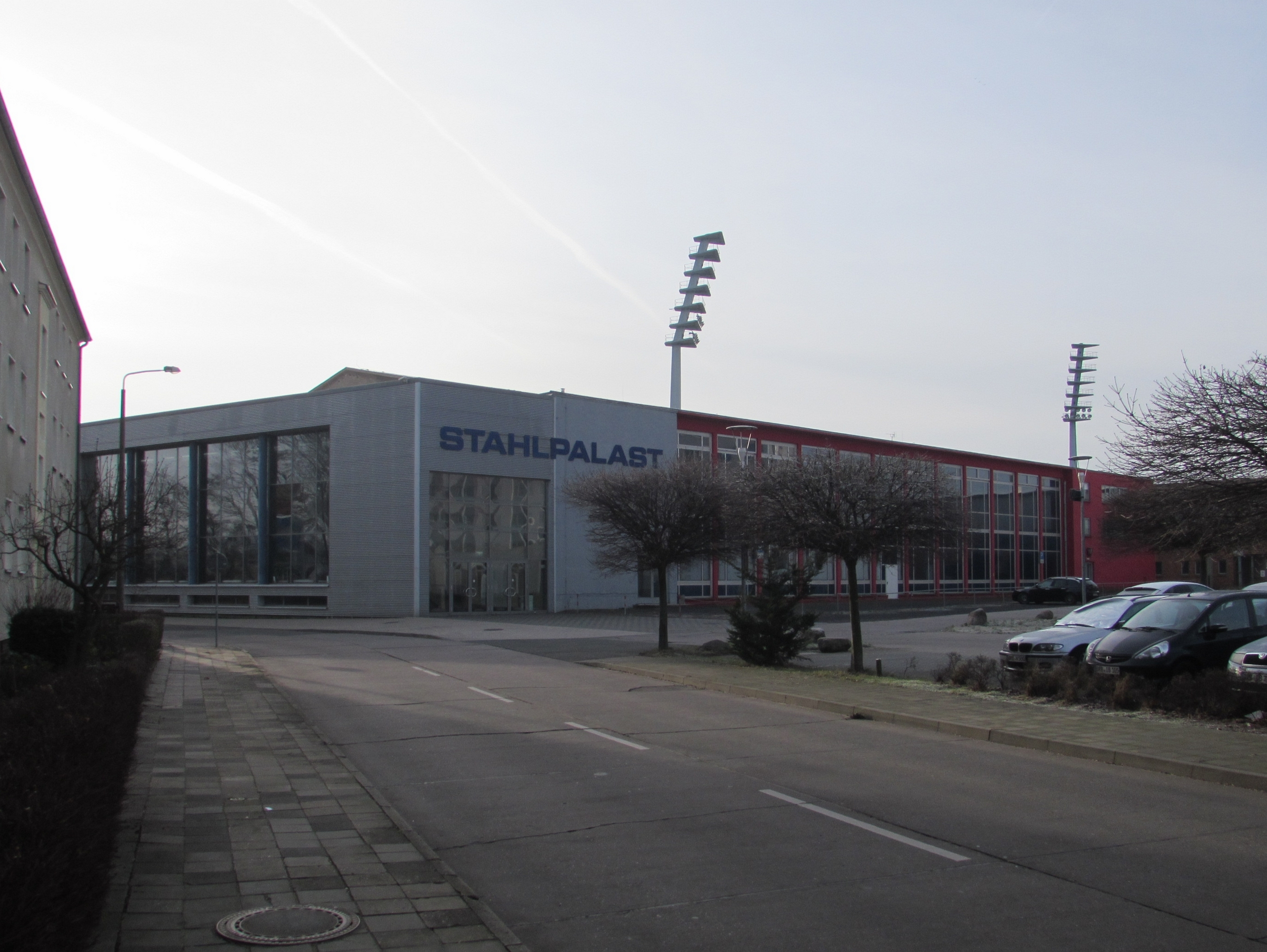
Außenansicht des Stahlpalastes

| MP    | Match Points (Sieger = 2; Unentschieden = 1; Verlierer = 0) |
| Pkte. | Erzielte Karambolagen                                       |
| Aufn. | Benötigte Versuche                                          |
| GD    | Generaldurchschnitt                                         |
| BED   | Bester Einzeldurchschnitt eines Spielers                    |
| HS    | Höchstserie                                                 |
|       | Bester GD des Turniers                                      |
|       | Bester ED des Turniers                                      |
|       | Beste HS des Turniers                                       |
|       | 1. Platz (Gold)                                             |
|       | 2. Platz (Silber)                                           |
|       | 3. Platz (Bronze)                                           |

| Abschlusstabelle Gruppe A | Abschlusstabelle Gruppe A | Abschlusstabelle Gruppe A | Abschlusstabelle Gruppe A | Abschlusstabelle Gruppe A | Abschlusstabelle Gruppe A | Abschlusstabelle Gruppe A | Abschlusstabelle Gruppe A |
| Platz                     | Name                      | MP                        | Pkt.                      | Aufn.                     | GD                        | BED                       | HS                        |
| ------------------------- | ------------------------- | ------------------------- | ------------------------- | ------------------------- | ------------------------- | ------------------------- | ------------------------- |
| 1                         | Xavier Gretillat          | 4:0                       | 400                       | 7                         | 57,14                     | 100,00                    | 199                       |
| 2                         | Adam Kozak                | 2:2                       | 220                       | 14                        | 15,71                     | 22,22                     | 94                        |
| 3                         | Arnd Riedel               | 0:4                       | 89                        | 11                        | 8,09                      | –                         | 22                        |

| Abschlusstabelle Gruppe B | Abschlusstabelle Gruppe B | Abschlusstabelle Gruppe B | Abschlusstabelle Gruppe B | Abschlusstabelle Gruppe B | Abschlusstabelle Gruppe B | Abschlusstabelle Gruppe B | Abschlusstabelle Gruppe B |
| Platz                     | Name                      | MP                        | Pkt.                      | Aufn.                     | GD                        | BED                       | HS                        |
| ------------------------- | ------------------------- | ------------------------- | ------------------------- | ------------------------- | ------------------------- | ------------------------- | ------------------------- |
| 1                         | Raúl Cuenca               | 4:0                       | 400                       | 3                         | 133,33                    | 200,00                    | 200                       |
| 2                         | Thomas Nockemann          | 2:2                       | 206                       | 9                         | 22,88                     | 25,00                     | 187                       |
| 3                         | Pascal Dessaint           | 0:4                       | 96                        | 10                        | 9,60                      | –                         | 64                        |

| Abschlusstabelle Gruppe C | Abschlusstabelle Gruppe C | Abschlusstabelle Gruppe C | Abschlusstabelle Gruppe C | Abschlusstabelle Gruppe C | Abschlusstabelle Gruppe C | Abschlusstabelle Gruppe C | Abschlusstabelle Gruppe C |
| Platz                     | Name                      | MP                        | Pkt.                      | Aufn.                     | GD                        | BED                       | HS                        |
| ------------------------- | ------------------------- | ------------------------- | ------------------------- | ------------------------- | ------------------------- | ------------------------- | ------------------------- |
| 1                         | Eddy Leppens              | 4:0                       | 400                       | 8                         | 25,00                     | 66,66                     | 162                       |
| 2                         | Jean Francois Florent     | 2:2                       | 248                       | 9                         | 27,55                     | 50,00                     | 121                       |
| 3                         | Dieter Steinberger        | 0:4                       | 124                       | 7                         | 17,71                     | –                         | 96                        |

| Abschlusstabelle Gruppe D | Abschlusstabelle Gruppe D | Abschlusstabelle Gruppe D | Abschlusstabelle Gruppe D | Abschlusstabelle Gruppe D | Abschlusstabelle Gruppe D | Abschlusstabelle Gruppe D | Abschlusstabelle Gruppe D |
| Platz                     | Name                      | MP                        | Pkt.                      | Aufn.                     | GD                        | BED                       | HS                        |
| ------------------------- | ------------------------- | ------------------------- | ------------------------- | ------------------------- | ------------------------- | ------------------------- | ------------------------- |
| 1                         | Patrick Niessen           | 4:0                       | 400                       | 11                        | 36,36                     | 50,00                     | 87                        |
| 2                         | Patrick Dupont            | 2:2                       | 306                       | 13                        | 23,53                     | 22,22                     | 60                        |
| 3                         | Kostas Antonopoulos       | 0:4                       | 160                       | 16                        | 10,00                     | –                         | 32                        |

| Abschlusstabelle Gruppe E | Abschlusstabelle Gruppe E | Abschlusstabelle Gruppe E | Abschlusstabelle Gruppe E | Abschlusstabelle Gruppe E | Abschlusstabelle Gruppe E | Abschlusstabelle Gruppe E | Abschlusstabelle Gruppe E |
| Platz                     | Name                      | MP                        | Pkt.                      | Aufn.                     | GD                        | BED                       | HS                        |
| ------------------------- | ------------------------- | ------------------------- | ------------------------- | ------------------------- | ------------------------- | ------------------------- | ------------------------- |
| 1                         | Gerold Cerovsek           | 4:0                       | 400                       | 17                        | 23,52                     | 25,00                     | 77                        |
| 2                         | Nikolas Gerassimopoulos   | 2:2                       | 396                       | 23                        | 17,21                     | 14,28                     | 89                        |
| 3                         | Pierre Alain Rech         | 0:4                       | 242                       | 22                        | 11,00                     | –                         | 73                        |

| Abschlusstabelle Gruppe F | Abschlusstabelle Gruppe F | Abschlusstabelle Gruppe F | Abschlusstabelle Gruppe F | Abschlusstabelle Gruppe F | Abschlusstabelle Gruppe F | Abschlusstabelle Gruppe F | Abschlusstabelle Gruppe F |
| Platz                     | Name                      | MP                        | Pkt.                      | Aufn.                     | GD                        | BED                       | HS                        |
| ------------------------- | ------------------------- | ------------------------- | ------------------------- | ------------------------- | ------------------------- | ------------------------- | ------------------------- |
| 1                         | Raymund Swertz            | 4:0                       | 400                       | 4                         | 100,00                    | 200,00                    | 200                       |
| 2                         | David Jacquet             | 2:2                       | 200                       | 3                         | 66,66                     | 100,00                    | 169                       |
| 3                         | Sven Daske                | 0:4                       | 264                       | 5                         | 52,80                     | –                         | 133                       |

| Abschlusstabelle Gruppe G | Abschlusstabelle Gruppe G | Abschlusstabelle Gruppe G | Abschlusstabelle Gruppe G | Abschlusstabelle Gruppe G | Abschlusstabelle Gruppe G | Abschlusstabelle Gruppe G | Abschlusstabelle Gruppe G |
| Platz                     | Name                      | MP                        | Pkt.                      | Aufn.                     | GD                        | BED                       | HS                        |
| ------------------------- | ------------------------- | ------------------------- | ------------------------- | ------------------------- | ------------------------- | ------------------------- | ------------------------- |
| 1                         | Michel van Silfhout       | 4:0                       | 400                       | 15                        | 26,66                     | 28,57                     | 142                       |
| 2                         | Arnim Kahofer             | 2:2                       | 374                       | 10                        | 37,40                     | 66,66                     | 178                       |
| 3                         | Carlos Marques            | 0:4                       | 237                       | 11                        | 21,54                     | –                         | 78                        |

| Abschlusstabelle Gruppe H | Abschlusstabelle Gruppe H | Abschlusstabelle Gruppe H | Abschlusstabelle Gruppe H | Abschlusstabelle Gruppe H | Abschlusstabelle Gruppe H | Abschlusstabelle Gruppe H | Abschlusstabelle Gruppe H |
| Platz                     | Name                      | MP                        | Pkt.                      | Aufn.                     | GD                        | BED                       | HS                        |
| ------------------------- | ------------------------- | ------------------------- | ------------------------- | ------------------------- | ------------------------- | ------------------------- | ------------------------- |
| 1                         | Willy Gerimont            | 4:0                       | 400                       | 7                         | 57,14                     | 66,66                     | 156                       |
| 2                         | Marek Faus                | 2:2                       | 200                       | 10                        | 20,00                     | 33,33                     | 120                       |
| 3                         | Tamás Slolnoki            | 0:4                       | 132                       | 9                         | 14,66                     | –                         | 35                        |

## KO-Phase
|  | Viertelfinale Spiel bis 250 Punkte | Viertelfinale Spiel bis 250 Punkte | Viertelfinale Spiel bis 250 Punkte | Viertelfinale Spiel bis 250 Punkte | Viertelfinale Spiel bis 250 Punkte | Viertelfinale Spiel bis 250 Punkte |                  |                | Halbfinale Spiel bis 250 Punkte | Halbfinale Spiel bis 250 Punkte | Halbfinale Spiel bis 250 Punkte | Halbfinale Spiel bis 250 Punkte | Halbfinale Spiel bis 250 Punkte | Halbfinale Spiel bis 250 Punkte |      |       | Finale Spiel bis 250 Punkte | Finale Spiel bis 250 Punkte | Finale Spiel bis 250 Punkte | Finale Spiel bis 250 Punkte | Finale Spiel bis 250 Punkte | Finale Spiel bis 250 Punkte |
|  |                                    |                                    |                                    |                                    |                                    |                                    |                  |                |                                 |                                 |                                 |                                 |                                 |                                 |      |       |                             |                             |                             |                             |                             |                             |
|  |                                    | MP                                 | Pkt.                               | Aufn.                              | GD                                 | HS                                 |                  |                |                                 |                                 |                                 |                                 |                                 |                                 |      |       |                             |                             |                             |                             |                             |                             |
|  |                                    | MP                                 | Pkt.                               | Aufn.                              | GD                                 | HS                                 |                  |                |                                 |                                 |                                 |                                 |                                 |                                 |      |       |                             |                             |                             |                             |                             |                             |
|  | Raúl Cuenca                        | 2                                  | 250                                | 2                                  | 125,00                             | 149                                |                  |                |                                 |                                 |                                 |                                 |                                 |                                 |      |       |                             |                             |                             |                             |                             |                             |
|  | Raúl Cuenca                        | 2                                  | 250                                | 2                                  | 125,00                             | 149                                |                  | MP             | Pkt.                            | Aufn.                           | GD                              | HS                              |                                 |                                 |      |       |                             |                             |                             |                             |                             |                             |
|  | Gerold Cerovsek                    | 0                                  | 158                                | 2                                  | 79,00                              | 127                                |                  | MP             | Pkt.                            | Aufn.                           | GD                              | HS                              |                                 |                                 |      |       |                             |                             |                             |                             |                             |                             |
|  | Gerold Cerovsek                    | 0                                  | 158                                | 2                                  | 79,00                              | 127                                | Raúl Cuenca      | 0              | 174                             | 4                               | 43,50                           | 165                             |                                 |                                 |      |       |                             |                             |                             |                             |                             |                             |
|  |                                    | MP                                 | Pkt.                               | Aufn.                              | GD                                 | HS                                 | Raúl Cuenca      | 0              | 174                             | 4                               | 43,50                           | 165                             |                                 |                                 |      |       |                             |                             |                             |                             |                             |                             |
|  |                                    | MP                                 | Pkt.                               | Aufn.                              | GD                                 | HS                                 |                  | Eddy Leppens   | 2                               | 250                             | 4                               | 62,50                           | 161                             |                                 |      |       |                             |                             |                             |                             |                             |                             |
|  | Willy Gerimont                     | 0                                  | 222                                | 2                                  | 111,00                             | 115                                |                  | Eddy Leppens   | 2                               | 250                             | 4                               | 62,50                           | 161                             |                                 |      |       |                             |                             |                             |                             |                             |                             |
|  | Willy Gerimont                     | 0                                  | 222                                | 2                                  | 111,00                             | 115                                |                  |                |                                 |                                 |                                 |                                 |                                 | MP                              | Pkt. | Aufn. | GD                          | HS                          |                             |                             |                             |                             |
|  | Eddy Leppens                       | 2                                  | 250                                | 2                                  | 125,00                             | 141                                |                  |                |                                 |                                 |                                 |                                 |                                 | MP                              | Pkt. | Aufn. | GD                          | HS                          |                             |                             |                             |                             |
|  | Eddy Leppens                       | 2                                  | 250                                | 2                                  | 125,00                             | 141                                | Eddy Leppens     | 2              | 250(2)                          | 1                               | 250,00                          | 250                             |                                 |                                 |      |       |                             |                             |                             |                             |                             |                             |
|  |                                    | MP                                 | Pkt.                               | Aufn.                              | GD                                 | HS                                 | Eddy Leppens     | 2              | 250(2)                          | 1                               | 250,00                          | 250                             |                                 |                                 |      |       |                             |                             |                             |                             |                             |                             |
|  |                                    | MP                                 | Pkt.                               | Aufn.                              | GD                                 | HS                                 |                  | Raymund Swertz | 0                               | 250(0)                          | 1                               | 250,00                          | 250                             |                                 |      |       |                             |                             |                             |                             |                             |                             |
|  | Xavier Gretillat                   | 2                                  | 250                                | 1                                  | 250,00                             | 250                                |                  | Raymund Swertz | 0                               | 250(0)                          | 1                               | 250,00                          | 250                             |                                 |      |       |                             |                             |                             |                             |                             |                             |
|  | Xavier Gretillat                   | 2                                  | 250                                | 1                                  | 250,00                             | 250                                |                  | MP             | Pkt.                            | Aufn.                           | GD                              | HS                              |                                 |                                 |      |       |                             |                             |                             |                             |                             |                             |
|  | Patrick Niessen                    | 0                                  | 47                                 | 1                                  | 47,00                              | 47                                 |                  | MP             | Pkt.                            | Aufn.                           | GD                              | HS                              |                                 |                                 |      |       |                             |                             |                             |                             |                             |                             |
|  | Patrick Niessen                    | 0                                  | 47                                 | 1                                  | 47,00                              | 47                                 | Xavier Gretillat | 0              | 238                             | 2                               | 119,00                          | 238                             |                                 |                                 |      |       |                             |                             |                             |                             |                             |                             |
|  |                                    | MP                                 | Pkt.                               | Aufn.                              | GD                                 | HS                                 | Xavier Gretillat | 0              | 238                             | 2                               | 119,00                          | 238                             |                                 |                                 |      |       |                             |                             |                             |                             |                             |                             |
|  |                                    | MP                                 | Pkt.                               | Aufn.                              | GD                                 | HS                                 |                  | Raymund Swertz | 2                               | 250                             | 2                               | 125,00                          | 250                             |                                 |      |       |                             |                             |                             |                             |                             |                             |
|  | Raymund Swertz                     | 2                                  | 250                                | 3                                  | 83,33                              | 225                                |                  | Raymund Swertz | 2                               | 250                             | 2                               | 125,00                          | 250                             |                                 |      |       |                             |                             |                             |                             |                             |                             |
|  | Raymund Swertz                     | 2                                  | 250                                | 3                                  | 83,33                              | 225                                |                  |                |                                 |                                 |                                 |                                 |                                 |                                 |      |       |                             |                             |                             |                             |                             |                             |
|  | Michel van Silfhout                | 0                                  | 177                                | 3                                  | 59,00                              | 161                                |                  |                |                                 |                                 |                                 |                                 |                                 |                                 |      |       |                             |                             |                             |                             |                             |                             |
|  | Michel van Silfhout                | 0                                  | 177                                | 3                                  | 59,00                              | 161                                |                  |                |                                 |                                 |                                 |                                 |                                 |                                 |      |       |                             |                             |                             |                             |                             |                             |

## Abschlusstabelle
| Phase                      | Platz | Name                    | MP   | Pkt. | Aufn. | GD     | BED    | HS  |
| -------------------------- | ----- | ----------------------- | ---- | ---- | ----- | ------ | ------ | --- |
| Finale                     | 1     | Eddy Leppens            | 10:0 | 1150 | 15    | 76,66  | 250,00 | 250 |
| Finale                     | 2     | Raymund Swertz          | 8:2  | 1150 | 10    | 115,00 | 250,00 | 250 |
| Halb- finale               | 3     | Raúl Cuenca             | 6:2  | 844  | 9     | 91,55  | 200,00 | 200 |
| Halb- finale               | 3     | Xavier Gretillat        | 6:2  | 888  | 10    | 88,80  | 250,00 | 250 |
| Viertel- finale            | 5     | Willy Gerimont          | 4:2  | 622  | 9     | 69,11  | 66,66  | 132 |
| Viertel- finale            | 6     | Patrick Niessen         | 4:2  | 447  | 12    | 37,25  | 50,00  | 87  |
| Viertel- finale            | 7     | Michel van Silfhout     | 4:2  | 577  | 18    | 32,05  | 28,57  | 161 |
| Viertel- finale            | 8     | Gerold Cerovsek         | 4:2  | 558  | 19    | 29,36  | 25,00  | 127 |
| Gruppen- phase             | 9     | David Jacquet           | 2:2  | 200  | 3     | 66,66  | 100,00 | 169 |
| Gruppen- phase             | 10    | Arnim Kahofer           | 2:2  | 374  | 10    | 37,40  | 66,66  | 178 |
| Gruppen- phase             | 11    | Jean Francois Florent   | 2:2  | 248  | 9     | 27,55  | 50,00  | 121 |
| Gruppen- phase             | 12    | Patrick Dupont          | 2:2  | 306  | 13    | 23,53  | 22,22  | 60  |
| Gruppen- phase             | 13    | Thomas Nockemann        | 2:2  | 206  | 9     | 22,88  | 25,00  | 187 |
| Gruppen- phase             | 14    | Marek Faus              | 2:2  | 200  | 10    | 20,00  | 33,33  | 120 |
| Gruppen- phase             | 15    | Nikolas Gerassimopoulos | 2:2  | 396  | 23    | 17,21  | 14,28  | 89  |
| Gruppen- phase             | 16    | Adam Kozak              | 2:2  | 220  | 14    | 15,71  | 22,22  | 94  |
| Gruppen- phase             | 17    | Sven Daske              | 0:4  | 264  | 5     | 52,80  | –      | 133 |
| Gruppen- phase             | 18    | Carlos Marques          | 0:4  | 237  | 11    | 21,54  | –      | 78  |
| Gruppen- phase             | 19    | Dieter Steinberger      | 0:4  | 124  | 7     | 17,71  | –      | 96  |
| Gruppen- phase             | 20    | Tamás Slolnoki          | 0:4  | 132  | 9     | 14,66  | –      | 35  |
| Gruppen- phase             | 21    | Pierre Alain Rech       | 0:4  | 242  | 22    | 11,00  | –      | 73  |
| Gruppen- phase             | 22    | Kostas Antonopoulos     | 0:4  | 160  | 16    | 10,00  | –      | 32  |
| Gruppen- phase             | 23    | Pascal Dessaint         | 0:4  | 96   | 10    | 9,60   | –      | 64  |
| Gruppen- phase             | 24    | Arnd Riedel             | 0:4  | 89   | 11    | 8,09   | –      | 22  |
| Turnierdurchschnitt: 34,26 |       |                         |      |      |       |        |        |     |